# Sebastian Croft
Sebastian Theodore Kemble Croft, född 16 december 2001 i Oxford, Oxfordshire, England, är en brittisk skådespelare.

## Filmografi (i urval)
- 2016 – Game of Thrones (TV-serie)
- 2016 – Penny Dreadful (TV-serie)
- 2017 – En flodhäst i tesalongen
- 2019 – I'll Find you
- 2019 – Horrible Histories: The Movie - Rotten Romans
- 2021 – School's Out Forever
- 2021 – Doom Patrol (TV-serie)
- 2022 – Dampyr
- 2022 – Heartstopper (TV-serie)
- 2023 – Wonderwell

### Röstroller

#### Filmer / TV-serier
- 2021 – Love, Death & Robots (TV-serie)
- 2021 – Var är Anne Frank

#### Datorspel
- 2023 – Hogwarts Legacy